# Seraing
Seraing (valonski: Serè) grad je na istoku Belgije, u Valoniji.

## Povijest
Rana povijest Serainga vezana je uz Kneževinu-biskupiju Liège, čije je vlasništvo bio sve do francuske revolucije.
Tad je izgrađena prva crkva s krstionicom iz 12. stoljeća i dvorac čiji se tragovi sežu do 1082. godine. On je vremenom postao rezidencija kneževa biskupa od Liègea. U 18. stoljeću izgrađena je glavna zgrada cehova, koju je 1856. kupila općina i pretvorila u gradsku vijećnicu.
U Seraingu je 1930. godine osnovan „Hrvatski savez za uzajamnu pomoć”. Tamo se sve do jeseni 1934. nalazilo glavno ustaško novačko središte. Savez je imao od 2000 do 3000 članova te veliki dom u kojemu su nedjeljom održavali sastanke.

### Članci
- Barčot, Tonko. 2006. Nesuđeni atentator na kralja Aleksandra: Petar Oreb Mijat i njegov put do vješala. Časopis za suvremenu povijest. Hrvatski institut za povijest. Zagreb. 38 (3): 863–896